# Conto di deposito
Un conto di deposito è un contratto bancario analogo a un conto corrente ma limitato ad essere solo un deposito di denaro remunerato con funzione di investimento a breve termine, e solitamente limitato ad operatività di prelievo e versamento (escludendo quindi operazioni tipiche bancarie quali bonifico verso conti non predefiniti, pagamento assegni, prelievo con bancomat o carta di credito).

## Caratteristiche
I conti di deposito sono strumenti d'investimento a breve termine, alternativi ad altre soluzioni quali i pronti contro termine (PcT) o i certificati di deposito (CD).
In genere i conti di deposito necessitano di essere abbinati a un conto corrente (conto d'appoggio) tramite il quale vengono effettuati versamenti e prelievi.
Il conto deposito può essere libero o vincolato. Nel primo caso si ha l'immediata disponibilità dei soldi depositati. Con il conto di deposito vincolato invece si possono ritirare i propri risparmi solo alla scadenza del periodo di vincolo (da 1 mese a 72 mesi). Il vincolo viene remunerato con interessi maggiori, mentre possono essere previste penali, generalmente consistenti nella mancata corresponsione degli interessi, in caso di ritiro del deposito prima della scadenza.

## Il conto di deposito in Italia
Il conto di deposito ebbe in Italia una rapida crescita a partire da metà anni novanta, soprattutto grazie ai conti di deposito delle banche online, che offrivano interessi alti e spesso erano senza spese, avendo costi di gestione minori rispetto a quelli tradizionali (per assenza di costi di sportello e ridotti costi di personale). Capostipite di questi conti di deposito fu, nel 2001 in Italia, il Conto Arancio.
Negli ultimi anni, il numero di conti di deposito aperti in Italia è aumentato significativamente, con 4,5 milioni di italiani che l'hanno scelto come strumento di gestione del risparmio (dati 2023).  
Prima del 2012 l'aliquota fiscale sugli interessi fruttati dai conti di deposito era del 27% e doveva anche essere corrisposta un'imposta di bollo fissa pari a € 1,81 all'anno. Il 1º gennaio 2012 l'aliquota fiscale fu ridotta dal 27% al 20% (aliquota unica sulle rendite finanziarie) ma fu introdotta un'imposta di bollo proporzionale pari allo 0,1% del capitale, con un minimo di € 34,20 e un massimo di € 1.200. Dal 1º gennaio 2013 l'imposta di bollo fu innalzata allo 0,15% del capitale e fu eliminato il tetto di € 1.200 (mentre rimaneva il minimo di € 34,20). Dal 1º gennaio 2014 l'imposta di bollo fu innalzata allo 0,2% del capitale e fu eliminato il minimo di € 34,20. Dal 1º luglio 2014 la tassazione sugli interessi maturati dai conti di deposito (aliquota sulle rendite finanziarie) è stata portata al 26%.
Precedentemente al 2012, vista l'esiguità del bollo annuale fisso, la quasi totalità delle banche se ne faceva carico rendendo di fatto il conto di deposito a costo zero. Dopo il 2012, con l'introduzione del bollo proporzionale al capitale, quasi tutti gli Istituti di Credito hanno deciso di addebitare il costo al cliente.
Le somme contenute in un conto di deposito libero o vincolato sono garantite fino a € 100.000 attraverso il Fondo interbancario di tutela dei depositi.